# Zgodovinsko-kulturološka fakulteta na Dunaju
Zgodovinsko-kulturološka fakulteta (izvirno nemško Historisch-Kulturwissenschaftliche Fakultät), s sedežem na Dunaju, je fakulteta, ki je članica Univerze na Dunaju.